# Mångbodarna; myr 1 km norr om
Mångbodarna; myr 1 km norr om este o arie protejată (arie specială de conservare — SAC, sit de importanță comunitară — SCI) din Suedia întinsă pe o suprafață de 8,3 ha, integral pe uscat.

## Localizare
Centrul sitului Mångbodarna; myr 1 km norr om este situat la coordonatele 63°28′41″N 14°45′12″E / 63.478°N 14.7533°E.

## Înființare
Situl Mångbodarna; myr 1 km norr om a fost declarat sit de importanță comunitară în iulie 2000 pentru a proteja 1 specie de plante și 1 specie de animale. Situl a fost protejat și ca arie specială de conservare în martie 2011.

## Biodiversitate
Situată în ecoregiunea boreală, aria protejată conține 2 habitate naturale: Taiga vestică, Mlaștini alcaline.
La baza desemnării sitului se află mai multe specii protejate:
- plante (1): papucul doamnei (Cypripedium calceolus)
- nevertebrate (1): Vertigo genesii